# Чотириочка
Чотириочка (Anableps) — рід костистих риб родини чотириочкових (Anablepidae). Включає три види, що поширені в Центральній та на півночі Південної Америки. Живуть у прісних і солонуватих водах і лише рідко є прибережними морськими рибами.

## Опис
Очі чотириочки пристосовані так, що риба може бачити одночасно і під водою, і над поверхнею води. На ранньому етапі розвитку лобова кістка розширюється дорсально, дозволяючи очам розташовуватися на маківці та виглядати опуклими. Очі поділяються на верхню і нижню половини, розділені пігментованою смужкою тканини. Кожне око має дві зіниці та дві рогівки, які фільтрують світло на одну лінзу, заломлюючись на окремі геміретинки та обробляючись одним диском зорового нерва. Верхня половина ока пристосована для бачення в повітрі, нижня половина для бачення у воді. Товщина кришталика ока також змінюється зверху вниз, щоб компенсувати різницю в показниках заломлення повітря та води. Вентральна (нижня) геміретина характеризується більш товстими шарами клітин, що містять більше сенсорних нейронів і підвищеною гостротою зору порівняно з дорсальною (верхньою) геміретиною.

## Види
- Anableps anableps (Linnaeus, 1758)
- Anableps dowei Gill, 1861
- Anableps microlepis Müller y Troschel, 1844